# Torre del Schlossberg

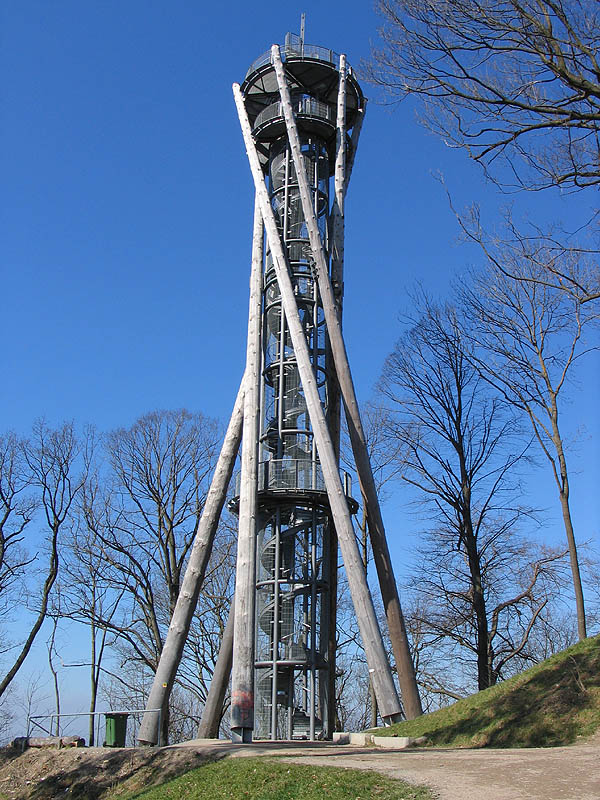
La Torre

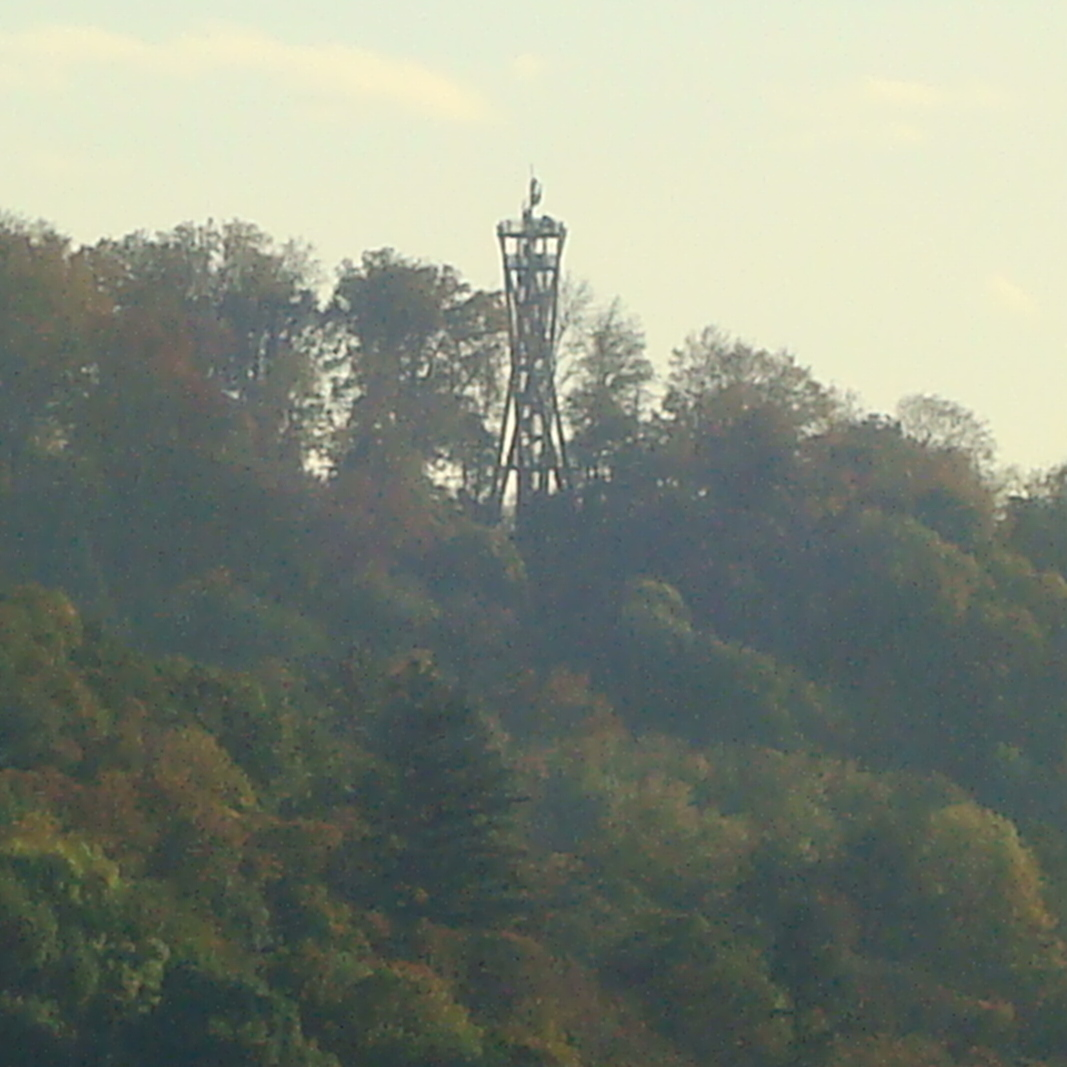
Vista desde Eichhalde

La Schlossbergturm es una torre de 35 metros de altura ubicada en el monte del Castillo al borde del casco antiguo de Friburgo.                   

## Datos a saber
Se sube a la plataforma más elevada mediante una escalera de 153 peldaños. Su cima se encuentra a 463 metros sobre el nivel del mar y por lo tanto 185 m por encima del nivel medio de la ciudad (278 m). Destaca por su diseño inusual de troncos retorcidos de madera larga (abeto Douglas del bosque municipal de Friburgo) en torno a una escalera de acero. Tiene tres plataformas. A la más alta se accede por una pequeña escalera de caracol.
Ofrece una vista panorámica completa de la ciudad y sus alrededores, mientras que desde otros miradores se ven solamente partes de la ciudad.

## Construcción
Fue financiada en parte por donaciones. Para cada donante se colocó una placa con su nombre en la parte vertical de un escalón para que, al subir, se puedan leer los nombres de todos los donantes. La torre fue construida en 2002.